# Hiromi Iwasaki
Hiromi Iwasaki (岩崎 宏 美, Iwasaki Hiromi, nacida el 12 de noviembre de 1958 en Kōtō (Tokio) es una cantante japonesa que debutó en 1975. Su hermana menor Yoshimi Iwasaki es también cantante. En el año 1981 fue galardonada con el premio "Silver Prize" en el Festival de Música de Tokio por su canción "Koimachigusa".
Sus canciones más representativas son "ロマンス" Romance (1975), "思 秋 期" Shisyūki (1977) y "聖母 たち の ララバイ" Madonna tachi no canción de cuna (1982).